# Гуска Росса
Гуска Росса (Anser rossii) — вид гусеподібних птахів. Поширений у Північній Америці.

## Поширення
Птах розмножується на півночі Канади та на острові Врангеля в Північному Льодовитому океані. Гніздиться в тундрі. Взимку мігрує на південь США, де відвідує прибережні райони Каліфорнії, особливо долину Сакраменто, а також частини Нью-Мексико та гірські райони Мексики, зрідка узбережжя Техасу і Луїзіани, болота дельти Міссісіпі і навіть (хоча рідко) узбережжя Атлантичного океану. Зрідка бродячі птахи спостерігаються в Західній Європі.

## Опис
Цей птах схожий на білу гуску, але набагато менший. Має біле пір'я, тільки кінчики крил чорні. Дзьоб присадкуватий, рожевий. Відсутність статевого диморфізму в оперенні. Існують також птахи темного забарвлення, але вони дуже рідкісні. Довжина тіла: 53–66 см; розмах крил 113—116 см; маса тіла самців 1224—1880 г, самиць — 1270—1660 г. Самці в середньому трохи більші за самиць.

## Спосіб життя
Район гніздування характеризується коротким літом і суворим кліматом, в якому можуть рости тільки тундрові трави й чагарники, мохи й лишайники, низькорослі берези й карликові верби. Гуси здебільшого тримаються на плоских скелястих островах з невеликими чагарниками, які є у великих озерах і тому не дозволяють хижакам дістатися. Однак взимку вони живуть на болотах і сільськогосподарських угіддях.
Поїдає в основному рослинний матеріал, включаючи коріння, листя, стебла та зелені частини водних рослин і осоки, насіння злаків; рідко комах.
За сезон буває один виводок. Відкладає 2—6 білих яєць, які під час інкубації темніють. Інкубаційний період триває 19—25 днів. Пташенята залишають гніздо протягом 24 годин після вилуплення, можуть плавати й харчуватися самостійно.